# Tadatoshi Masuda
Tadatoshi Masuda (増田 忠俊 Masuda Tadatoshi?,  nacido el 25 de diciembre de 1973 en Shizuoka) es un exfutbolista japonés que se desempeñaba como centrocampista.
En 1998, Masuda jugó para la selección de fútbol de Japón.

## Trayectoria

### Clubes
| Club                | País  | Año         |
| ------------------- | ----- | ----------- |
| Kashima Antlers     | Japón | 1992 - 2000 |
| FC Tokyo            | Japón | 2000 - 2001 |
| JEF United Ichihara | Japón | 2002        |
| Kashiwa Reysol      | Japón | 2003 - 2005 |
| Oita Trinita        | Japón | 2006        |

### Selección nacional
| Selección | País  | Año  |
| --------- | ----- | ---- |
| Absoluta  | Japón | 1998 |

## Estadística de equipo nacional
| Selección de Japón | Selección de Japón | Selección de Japón |
| Año                | Part.              | Goles              |
| ------------------ | ------------------ | ------------------ |
| 1998               | 1                  | 0                  |
| Total              | 1                  | 0                  |

## Palmarés

### Títulos nacionales
| Título             | Club            | País  | Año  |
| ------------------ | --------------- | ----- | ---- |
| J1 League          | Kashima Antlers | Japón | 1996 |
| Copa J. League     | Kashima Antlers | Japón | 1997 |
| Copa del Emperador | Kashima Antlers | Japón | 1997 |
| J1 League          | Kashima Antlers | Japón | 1998 |
| J1 League          | Kashima Antlers | Japón | 2000 |
| Copa J. League     | Kashima Antlers | Japón | 2000 |
| Copa del Emperador | Kashima Antlers | Japón | 2000 |